# Billy McNeill
William «Billy» McNeill (2 de marzo de 1940-22 de abril de 2019) fue un exfutbolista y entrenador escocés. Tenía una larga asociación con el Celtic que abarca más de sesenta años como jugador, entrenador y embajador del club. Además fue el capitán en su victoria en la Copa de Europa en 1967 y luego pasó dos períodos como entrenador del club. Como jugador y entrenador, ganó 31 trofeos importantes con el Celtic.
Como defensor, McNeill jugó para el Celtic durante toda su carrera profesional y tiene el récord del club de más apariciones, un total de 822 juegos en 18 temporadas. Fue capitán durante su época de mayor éxito en las décadas de 1960 y 1970. El club ganó nueve campeonatos consecutivos de la liga escocesa y otros trece trofeos nacionales importantes en este tiempo, y en 1967 se convirtió en el primer club británico en ganar la Copa de Europa. También jugó 29 veces con la selección de Escocia .
McNeill dirigió al Celtic durante nueve temporadas, de 1978 a 1983 y de 1987 a 1991, ganando cuatro campeonatos de la liga escocesa. Esto incluyó un doblete de liga y copa en 1987–88, la temporada del centenario del club. También dirigió a Clyde, Aberdeen, Manchester City y Aston Villa. 
En 2015, Celtic instaló una estatua fuera del Celtic Park de McNeill sosteniendo en alto la Copa de Europa, una imagen icónica en su historia.

## Primeros años
McNeill nació el 2 de marzo de 1940 en Bellshill, Lanarkshire. Su padre era soldado de la Guardia Negra y más tarde del Cuerpo de Entrenamiento Físico del Ejército. A los nueve años se mudó a Hereford en Inglaterra, donde su padre estaba destinado, y permaneció durante dos años y medio. Aunque ya le gustaba el fútbol, disfrutó jugando al rugby en su tiempo allí.
Se mudó a Motherwell y se destacó jugando al fútbol como medio centro en Our Lady's High School. Sus actuaciones de colegial le llevaron a fichar por el equipo juvenil del Blantyre Victoria.

## Trayectoria como futbolista

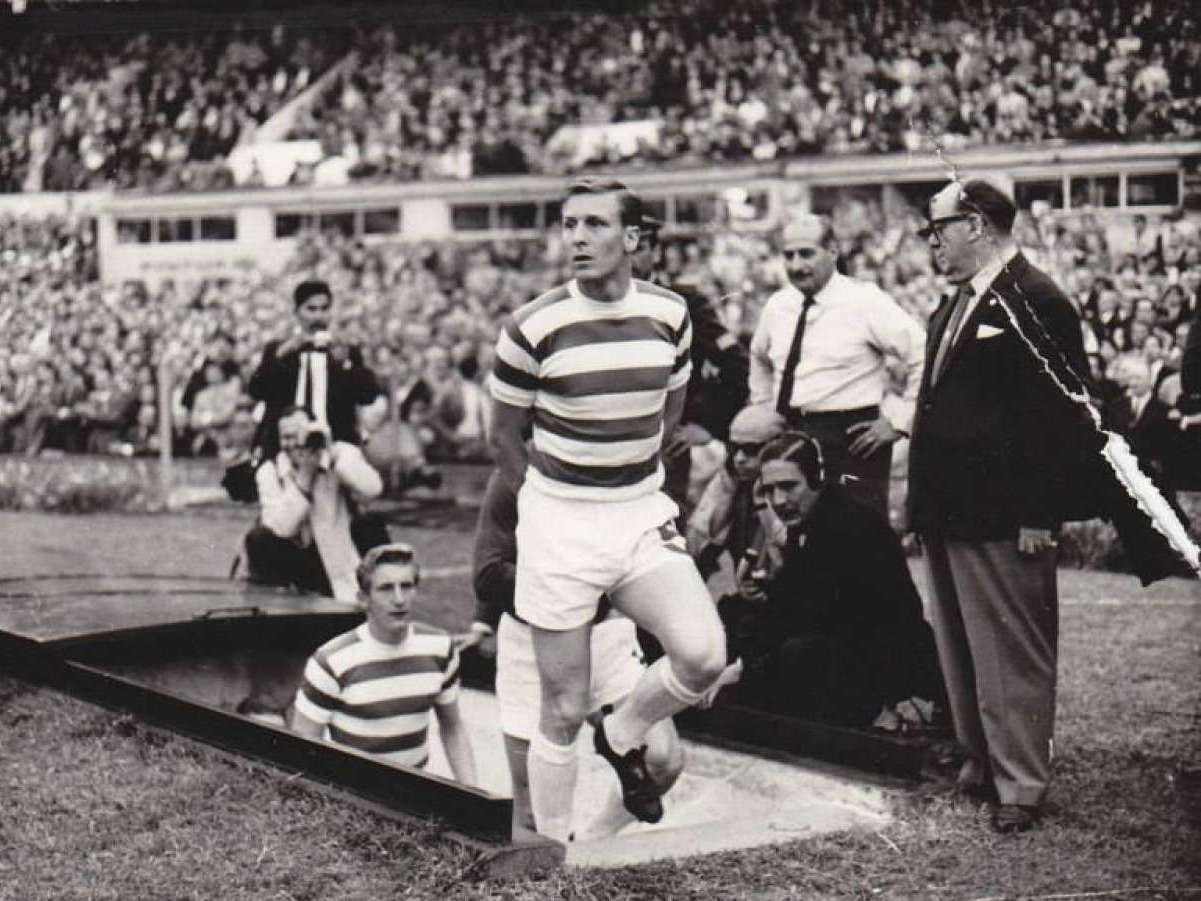
McNeill de Celtic FC ingresa al campo de juego del Estadio de Racing Club a través del túnel de acceso. Partido correspondiente a la Copa Intercontinental 1967.

McNeill fue contratado por el Celtic por £ 250 en 1957 después de que el entonces entrenador del equipo de reserva, Jock Stein, lo viera jugando para los colegiales de Escocia contra Inglaterra. Le pusieron el sobrenombre de Cesar en honor al actor Cesar Romero.
Al principio de su carrera, Celtic soportó algunos de sus momentos más difíciles y no ganó un trofeo durante ocho años. Sin embargo, después de que Stein se convirtiera en entrenador en 1965, la suerte del club mejoró. En la final de la Copa de Escocia de 1965 , el Celtic derrotó al Dunfermline por 3-2, y McNeill marcó el gol de la victoria. En esa temporada fue nombrado Futbolista escocés del Año, el primer año que fue galardonado.
Con McNeill como capitán, el Celtic disfrutó de su período más exitoso, dominando el fútbol escocés y compitiendo regularmente en las últimas etapas de las competiciones europeas. Ganaron nueve campeonatos de la Liga escocesa seguidos, así como siete Copas de Escocia y seis Copas de la Liga de Escocia.
La mejor temporada del Celtic fue en 1966-67, cuando ganó todas las competencias en las que participaron, y fue el primer club en ganar cinco trofeos en una sola temporada. Además de un triplete nacional y la Copa de Glasgow, McNeill llevó al equipo a la victoria en la final de la Copa de Europa de 1967. El equipo, que se hizo conocido como los Leones de Lisboa, derrotó al Inter de Milán por 2-1 y McNeill (cuyo gol de último minuto, un cabezazo característico a balón parado, había asegurado la progresión contra el Vojvodina Novi Sad en los cuartos de final) fue el primer futbolista británico en levantar el trofeo.
Tras otro triplete doméstico en 1968-69, en el que otro gol de cabeza de McNeill puso a su equipo en el camino hacia una victoria por 4-0 sobre el Rangers en la final de la Copa de Escocia, Celtic volvió a alcanzar la final de la Copa de Europa en 1970, pero esta vez la perdió ante el Feyenoord.
McNeill se retiró como jugador en 1975, después de haber hecho un récord de club de 822 apariciones con el Celtic y nunca fue sustituido.
Jugó 29 partidos con Escocia, anotó 3 goles y también jugó 9 veces para el Scottish League XI.

## Trayectoria como entrenador
Después de retirarse como jugador comenzó a entrenar al equipo de menores de 16 años del Celtic Boys Club. Comenzó su carrera administrativa en Clyde en abril de 1977, antes de mudarse a Aberdeen dos meses después. McNeill registró cuatro victorias, tres empates en ocho partidos de liga y registró un total de 11 de los 16 puntos posibles en Clyde. Su último partido a cargo fue una semifinal de la Copa de Glasgow contra el Celtic, en la que el Celtic anotó dos goles al final para ganar el juego 4-2.

### Aberdeen
McNeill fue nombrado director de Aberdeen en junio de 1977, por recomendación de Jock Stein. Sucedió a Ally MacLeod. En su única temporada a cargo, 1977-78, llevó al equipo a subcampeonatos en la liga y la Copa de Escocia, y disfrutó de una relación de trabajo positiva con el presidente del club, Dick Donald. Su desempeño en la liga fue el mejor desde 1972, y tres lugares por encima del Celtic. Durante su temporada con Aberdeen, McNeill fichó a Gordon Strachan, Steve Archibald y Neil Simpson. Cuando Stein se retiró como entrenador del Celtic, identificó a McNeill como su sucesor y este aceptó la oferta del club por lo que Alex Ferguson lo sucedió en Aberdeen.

### Celtic
McNeill regresó al Celtic que había terminado en quinto lugar en 1977-78. Inmediatamente mejoró la suerte del club, ya que ganó el campeonato de liga en 1978-79. Celtic consiguió el título en su último partido de la temporada de la liga al vencer a los Rangers 4-2, a pesar de haber expulsado a Johnny Doyle.
Sus cinco años a cargo vieron al Celtic ganar tres campeonatos de la Liga, en 1978-79, 1980-81 y 1981-82, la Copa de Escocia en 1979-80 y la Copa de la Liga en 1982-83.
A McNeill se le atribuye el desarrollo de jugadores jóvenes para el Celtic, como Paul McStay y Charlie Nicholas, así como la realización de fichajes como Murdo MacLeod y Davie Provan, que se convirtieron en jugadores clave para el club durante la década de 1980. Sin embargo, McNeill encontró muy difícil trabajar con Desmond White, el presidente del Celtic, y se sintió mal pagado y subestimado. A pesar de los éxitos del Celtic, en 1983 se le pagaba menos que a los gerentes de Aberdeen, Dundee United, Rangers y Saint Mirren. Cuando White vendió a Nicholas al Arsenal, en contra de los deseos de McNeill, el buscó la primera salida disponible y aceptó la oferta de dirigir al Manchester City.

### Manchester City y Aston Villa
El 30 de junio de 1983 se trasladó a Inglaterra para dirigir al Manchester City. Dos años antes de ser nombrado por el City, había estado fuertemente vinculado con el trabajo de entrenador en el Manchester United, rival de la ciudad, cuando Ron Atkinson fue nombrado en su lugar. McNeill aseguró el ascenso para el City después de dos temporadas en el cargo (en 1984–85 ) y supervisó la supervivencia en su primera temporada en la Primera División ( 1985–86 ).
Comenzó la temporada 1986-87 como entrenador del Manchester City, pero renunció en septiembre de 1986 para hacerse cargo del Aston Villa. Cuando Villa descendió, después de terminar último en la Primera División en mayo de 1987, McNeill se retiró y fue reemplazado por Graham Taylor. El Manchester City también descendió esa temporada.

### Regreso al Celtic
Luego regresó al Celtic, y en su primera temporada, 1987–88 el club ganó el Campeonato de la Liga y el doblete de la Copa de Escocia en su año del centenario. Celtic fue famoso por anotar goles al final de esa temporada, y tanto en la semifinal como en la final de la Copa anotó goles al final para remontar y ganar 2-1. Celtic ganó la Copa de Escocia en 1988–89, derrotando al Rangers 1–0 en la final . 
Las siguientes dos temporadas fueron decepcionantes y el Celtic no ganó un trofeo. Perdieron la final de la Copa de Escocia de 1990 ante el Aberdeen en los penales. El desempeño de la liga del Celtic fue particularmente pobre; después de terminar en tercer lugar en 1988-89, solo lograron el quinto lugar en 1989-1990 y el tercero en 1990-1991. Este fue el comienzo de un período de malos resultados y una creciente inestabilidad financiera para el Celtic, que continuó hasta que Fergus McCann se hizo cargo del club en 1994. McNeill fue despedido por el Celtic el 22 de mayo de 1991 después de cuatro temporadas como entrenador, a la edad de 51 años.  En dos períodos ganó ocho trofeos como entrenador del Celtic: cuatro campeonatos de Liga, tres Copas de Escocia y una Copa de Liga. 
Después de dejar Celtic, rechazó varias ofertas para regresar a la gerencia, incluso de Dundee y trabajó en los medios de comunicación. Siguió amargado por la forma en que se fue del Celtic, hasta que se le pidió que se convirtiera en embajador del club en 2009. 

### Hibernian
McNeill tuvo un breve período como gerente de desarrollo de fútbol en Hibernian en la última parte de la temporada 1997–98. Fue contratado como mentor del mánager Jim Duffy ya que intentaron infructuosamente detener la caída de la fortuna en el club. McNeill se hizo cargo del equipo durante un juego después de que Duffy fuera despedido, a pesar de que había estado fuera del fútbol desde que dejó el Celtic en 1991 y se estaba recuperando de una cirugía cardíaca.
Dejó Hibernian al final de la temporada 1997–98.

## Premios y reconocimientos

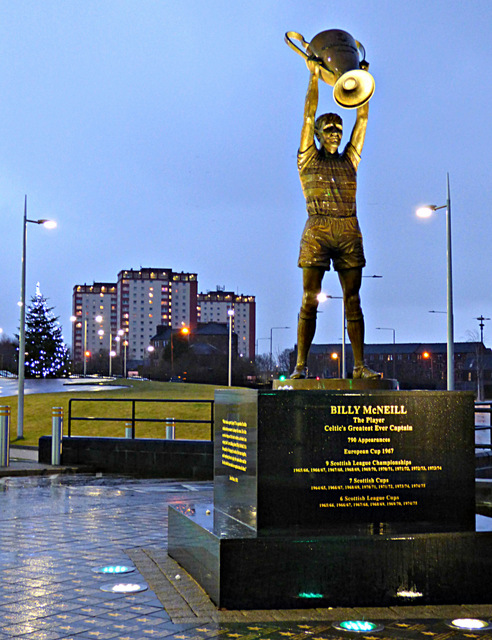
Estatua de John McKenna de McNeill fuera del Celtic Park.

McNeill fue galardonado con el Orden del Imperio Británico en noviembre de 1974. En 2002 fue elegido como el mejor capitán de la historia del Celtic y miembro del mejor equipo por los fanáticos del club. Fue incluido en el Scottish Sports Hall of Fame en 2002 y en el Scottish Football Hall of Fame en 2004.
En diciembre de 2015 el Celtic instaló una estatua en la entrada de Celtic Way fuera de Celtic Park, creada por el escultor John McKenna. La estatua, en bronce sobre una base de granito, muestra a McNeill sosteniendo en alto la Copa de Europa, una imagen icónica en la historia del club.
En 2019, fue reconocido con el One Club Award por el club español Athletic Club por sus logros y su lealtad al Celtic.
Poco tiempo después de su muerte, el nuevo campo deportivo de su antigua escuela, Our Lady's High, recibió su nombre en su honor.
En 2019 se creó el Comité de Conmemoración de Billy McNeill en Bellshill e hizo campaña para recaudar fondos para construir una escultura de bronce de McNeill en la zona peatonal de Bellshill Cross. La estatua estaba programada para ser revelada en mayo de 2021.

## Libros
McNeill escribió dos autobiografías:
- McNeill, Billy (1966). For Celtic and Scotland. The Sportmans Book Club.
- McNeill, Billy; Cameron, Alex (1988). Back to Paradise. Mainstream. ISBN 978-1851581887.
- McNeill, Billy (2004). Hail Cesar. Headline. ISBN 978-0755313167.

## Vida personal
Los abuelos maternos de McNeill eran de Lituania, mientras que su padre era de ascendencia irlandesa.  Era católico. 
McNeill se casó con Liz Callaghan, bailarina del programa de variedades de televisión The White Heather Club en 1963 y tuvieron cinco hijos.
McNeill, junto con el exjugador de los Rangers Eric Caldow, se presentó como candidato del Partido de Unidad de Ciudadanos Mayores de Escocia en las elecciones al Parlamento escocés de 2003. En 2008, recibió un título honorífico de la Universidad de Glasgow.
En febrero de 2017 se informó que McNeill sufría demencia y que hablaba muy limitado. Murió el 22 de abril de 2019, a los 79 años.

## Palmarés

### Jugador
Celtic
- Copa de Europa: 1966–67
- Scottish Championship (9): 1965–66, 1966–67, 1967–68, 1968–69, 1969–70, 1970–71, 1971–72, 1972–73, 1973–74
- Copa de Escocia (7): 1964–65, 1966–67, 1968–69, 1970–71, 1971–72, 1973–74, 1974–75
- Copa de la Liga de Escocia (6): 1965–66, 1966–67, 1967–68, 1968–69, 1969–70, 1974–75
- Copa Drybrough: 1974–75
- Copa de Glasgow (5): 1961–62, 1963–64, 1964–65, 1966–67, 1967–68

Escocia
- Campeonato de casa británico (3): 1961–62, 1963–64 (compartido), 1971–72

### Entrenador
Celtic
- Scottish Championship (4): 1978–79, 1980–81, 1981–82, 1987–88
- Copa de Escocia (3): 1979–80, 1987–88, 1988–89
- Copa de la Liga de Escocia: 1982–83
- Copa de Glasgow: 1981-1982

Aberdeen
- Primera División de Escocia: Subcampeón 1977–78
- Copa de Escocia: Subcampeón 1977-1978

Manchester City
- Segunda División de la Liga de Fútbol: Ascenso 1984–85
- Copa de socios titulares: Subcampeón 1985–86[34]

### Individual
- Futbolista del año de SFWA: 1964-1965[35]
- Administrador escocés de la temporada: 1977–78 (precursor de SFWA)[36]
- Gerente SFWA del año: 1987–88[37]
- Salón de la fama del fútbol escocés: 2004
  - 2017 (como parte de los Leones de Lisboa)[38][39]
- Salón de la fama del deporte escocés: 2002[40]
- One Club Award: 2019[25]